# Фиджи на летних Олимпийских играх 2004
Олимпийская сборная Фиджи приняла участие в летних Олимпийских играх 2004 года в одиннадцатый раз в своей истории, отправив в Афины восьмерых спортсменов (в том числе - четырёх женщин), соревновавшихся в шести видах спорта - дзюдо, лёгкой атлетике, плаванию, стрельбе, стрельбе из лука и тяжёлой атлетике. По итогам игр спортсмены из Фиджи не завоевали ни одной олимпийской медали.

## Дзюдо
Спортсменов - 2
Женщины
| Спортсмен          | Категория | 1/16                      | 1/4                   | 1/2                   | Доп. 1-й раунд        | Доп. 1/4              | Доп. 1/2              | Финал/ За 3-е место   |                       |
| Спортсмен          | Категория | Результат                 | Результат             | Результат             | Результат             | Результат             | Результат             | Результат             | Результат             |
| ------------------ | --------- | ------------------------- | --------------------- | --------------------- | --------------------- | --------------------- | --------------------- | --------------------- | --------------------- |
| Элина Насаудродро  | До 57 кг  | Софи Кокс (GBR) Пор иппон | Закончила выступление | Закончила выступление | Закончила выступление | Закончила выступление | Закончила выступление | Закончила выступление | Закончила выступление |
| Сисилия Росокисоки | До 78 кг  | Киви Пинто (VEN) Пор юко  | Закончила выступление | Закончила выступление | Закончила выступление | Закончила выступление | Закончила выступление | Закончила выступление | Закончила выступление |

## Лёгкая атлетика
Спортсменов - 2
Мужчины
| Спортсмен               | Вид  | Забег     | Забег | Четвертьфинал | Четвертьфинал | Полуфинал | Полуфинал | Финал     | Финал     |
| Спортсмен               | Вид  | Результат | Место | Результат     | Место         | Результат | Место     | Результат | Место     |
| ----------------------- | ---- | --------- | ----- | ------------- | ------------- | --------- | --------- | --------- | --------- |
| Исирели Наикелекелевеси | 800м | 1.49,08   | 58    | Не прошёл     | Не прошёл     | Не прошёл | Не прошёл | Не прошёл | Не прошёл |

Женщины
| Макелеси Буликиобо | 400 м | 52,24 | 24 | Не прошла | Не прошла | Не прошла | Не прошла |

## Плавание
Спортсменов - 1
Мужчины
| Спортсмен    | Вид                 | Квалификация | Квалификация | Полуфинал | Полуфинал | Финал     | Финал     |
| Спортсмен    | Вид                 | Время        | Место        | Время     | Место     | Время     | Место     |
| ------------ | ------------------- | ------------ | ------------ | --------- | --------- | --------- | --------- |
| Карл Проберт | 50 м вольный стиль  | 23,31        | 40           | Не прошёл | Не прошёл | Не прошёл | Не прошёл |
| Карл Проберт | 100 м вольный стиль | 51,42        | 40           | Не прошёл | Не прошёл | Не прошёл | Не прошёл |

## Стрельба
Спортсменов - 1
Мужчины
| Спортсмен   | Вид  | Квалификация | Квалификация | Финал     | Финал     | Место |
| Спортсмен   | Вид  | Очки         | Место        | Очки      | Итого     | Место |
| ----------- | ---- | ------------ | ------------ | --------- | --------- | ----- |
| Гленн Кабле | Трап | 111          | 30           | Не прошёл | Не прошёл | 30    |

## Стрельба из лука
Спортсменов - 1
Мужчины
| Спортсмен | Вид                       | Квалификация | Квалификация | 1/64                               | 1/32                 | 1/16                 | Четвертьфинал        | Полуфинал            | Финал                | Финал                |
| Спортсмен | Вид                       | Очков        | Номер посева | Соперник Очков                     | Соперник Очков       | Соперник Очков       | Соперник Очков       | Соперник Очков       | Соперник Очков       | Место                |
| --------- | ------------------------- | ------------ | ------------ | ---------------------------------- | -------------------- | -------------------- | -------------------- | -------------------- | -------------------- | -------------------- |
| Роб Элдер | Индивидуальное первенство | 583          | 61           | Пак Кьён Мо (KOR) (4) Пор. 138-154 | Закончил выступление | Закончил выступление | Закончил выступление | Закончил выступление | Закончил выступление | Закончил выступление |

## Тяжёлая атлетика
Спортсменов - 1
Женщины
| Спортсмен | Категория   | Масса | Рывок | Рывок | Рывок | Рывок | Толчок | Толчок | Толчок | Толчок | Сумма | Место |
| Спортсмен | Категория   | Масса | 1     | 2     | 3     | Место | 1      | 2      | 3      | Место  | Сумма | Место |
| --------- | ----------- | ----- | ----- | ----- | ----- | ----- | ------ | ------ | ------ | ------ | ----- | ----- |
| Иви Шоу   | Свыше 75 кг | 83,70 | 80    | 85    | 90    | 12    | 100    | 100    | 110    | 12     | 185   | 12    |